# Le Rameau d'or
Pour les articles homonymes, voir Rameau.
Le Rameau d'or (en anglais The Golden Bough, A Study in Magic and Religion) est une étude comparative de la mythologie et de la religion publiée par l'anthropologue écossais Sir James George Frazer (1854–1941). L'œuvre parut d'abord en deux volumes en 1890. La seconde édition de 1900 en comprenait trois. La troisième édition, publiée de 1911 à 1915, comprenait douze volumes. Une édition abrégée paraît en 1922 et un treizième tome en 1935, intitulé Aftermath. 
Le titre s'inspire d'un épisode du chant VI de L'Énéide, où Énée et la Sibylle tendent un rameau d'or au gardien des Enfers afin d'être admis dans le royaume des morts.

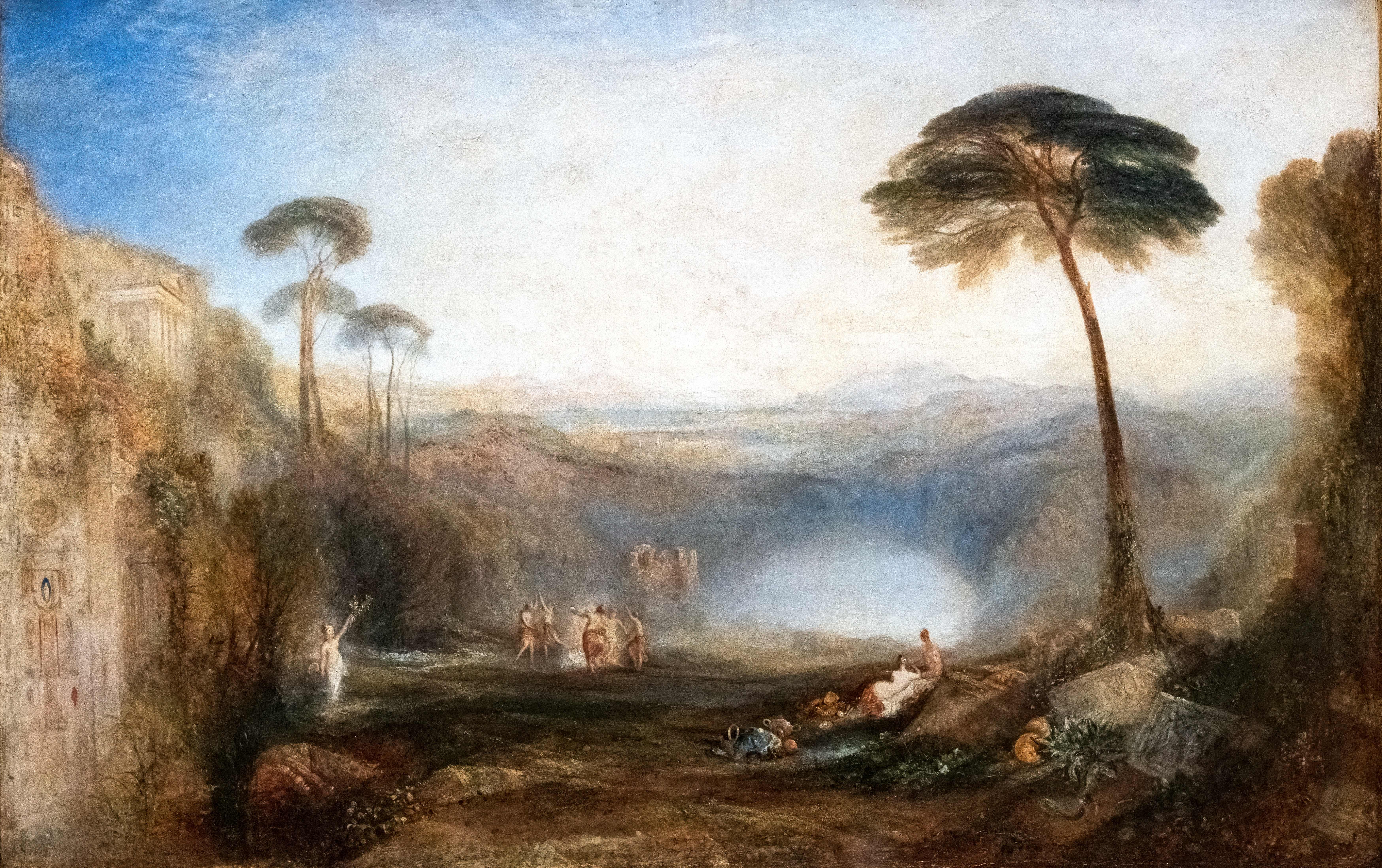
Illustration par Turner de la scène du rameau d'or dans l’Énéide.
(J.M.W. Turner, Le Rameau d'or, vers 1834, huile sur toile, Londres : Tate Britain).

## L’œuvre
Destiné à un vaste public, l'ouvrage offre une approche moderniste de la religion en la traitant d'une manière dépassionnée, en tant que phénomène culturel plutôt que dans une perspective théologique.
Selon Nicole Belmont : « Le Rameau d'or constitue un ample parcours où le lecteur est convié à suivre un itinéraire qui le conduira des rituels de la Diane antique à ceux des peuplades primitives, de la mythologie des anciens Scandinaves à celle des hautes cultures de l'Amérique, des croyances de la Chine ancienne à celles des sociétés paysannes de l'Europe ».
Frazer déclare dans la préface du volume intitulé Adonis : « En publiant Le Cycle du rameau d'or, j'ai pris soin de le composer des monographies complètes en elles-mêmes et indépendantes les unes des autres, de sorte que le lecteur qui ne s'intéresserait qu'à une branche du vaste problème dont je m'occupe pourrait comprendre l'une ou l'autre de ces études sans avoir à lire le cycle entier ».
Dans son œuvre, Frazer développe le système de la royauté sacrée qui se distingue de la royauté de droit divin et de la monarchie absolue. Au centre de ce système, le roi sacré (en), appelé aussi roi magique, roi divin, roi-prêtre, souverain divinisé voire roi-dieu, est un personnage entouré de tabous, détenteur d'une charge plus rituelle que politique. Le peuple lui attribue des pouvoirs surnaturels en rapport avec la végétation et la fécondité : maître des rites de fertilité, il est capable de contrôler la nature pour assurer la prospérité de son royaume. La thèse frazérienne controversée puis réhabilitée du régicide rituel apparaît comme l'un des fondements de cette royauté. Elle postule la mise à mort réelle ou symbolique du souverain, qui peut se tenir à terme fixe, lorsqu'il manifeste des signes de déclin physique (roi victime sacrificielle) ou lorsque la nature est hostile (roi bouc émissaire après une succession  de mauvaises récoltes, de sécheresses, d'inondations, d'épidémies…).

## Influences
Une partie de l'œuvre de Frazer, notamment son analyse de la magie, reste valide aujourd'hui. Cependant, ses théories sur le thème de l'agonie du dieu ne sont plus reconnues[réf. nécessaire] et son analyse du totémisme apparaît désormais dépassée. Si la valeur de sa contribution à l'anthropologie est réexaminée à chaque génération, son influence sur la littérature européenne contemporaine demeure significative.
Selon Nicole Belmont : « Le Rameau d'or constitua un apport sans précédent à l'histoire contemporaine des idées. En premier lieu, il fait entrer l'anthropologie dans le champ de la culture occidentale. Écrivains et poètes, Rudyard Kipling, Ezra Pound, William Butler Yeats, James Joyce, David Herbert Lawrence, y ont puisé l'idée que la nature humaine comporte un verso mystérieux et sombre. Thomas Stearns Eliot reconnaissait sa dette envers Frazer dans les notes pour The Waste Land (1921-1922). […] D'autres disciplines que l'anthropologie bénéficièrent de la lecture de Frazer. Les spécialistes des études classiques comprirent qu'au-delà de l'analyse philologique et littéraire de leurs matériaux il était possible d'en faire apparaître la signification anthropologique. La psychanalyse, que Frazer a délibérément ignorée, utilisa largement la masse de documents qui était ainsi mise à la disposition des lecteurs. Freud déclare, dans Ma Vie et la psychanalyse, à propos de ses recherches sur le totémisme : « Ma source principale pour mes travaux dans ce domaine fut les ouvrages si connus de Frazer (Totemism and Exogamy, The Golden Bough), un trésor de faits et d'aperçus précieux. » […] La plupart des thèses du Rameau d'or ont été reprises par le psychanalyste et ethnologue Geza Róheim, qui leur a apporté une interprétation psychanalytique dans son ouvrage Animism, Magic and the Divine King ».

## Critiques
L'œuvre de Frazer a subi les critiques des anthropologues et des sociologues : « Le reproche le plus général qui fut (et qui est encore) formulé contre lui concerne le fait qu'il ne se soucie jamais de replacer les données réunies par lui dans le contexte de la culture dont elles sont issues ni, par conséquent, d'en faire apparaître la signification sociale et culturelle. Cette critique fondamentale, sur laquelle tous les anthropologues tombent d'accord, ne devrait pas masquer que Le Rameau d'or constitua un apport sans précédent à l'histoire contemporaine des idées ».

### Wittgenstein
Le philosophe Ludwig Wittgenstein est revenu à plusieurs reprises sur le Rameau d'or et ses commentaires critiques ont été rassemblés dans les Remarques sur le Rameau d'or de Frazer (1967 et 1971).

## Éditions

### En langue française
- Le Rameau d'or (1911-1915), édition fr. par Nicole Belmont et Michel Izard, Robert Laffont, coll. « Bouquins », 1984
  - Ier volume : Le Roi magicien dans la société primitive ; Tabou et les périls de l'âme, 1981, 1080 p.
  - IIe volume : Le Dieu qui meurt ; Adonis ; Atys et Osiris, 1983, 750 p.
  - IIIe volume : Esprits des blés et des bois ; Le Bouc émissaire 1983, 880 p.
  - IVe volume : Balder le Magnifique, bibliographie générale, 1984, 740 p.

### En langue anglaise
- First edition, 2 vol., 1890.
- Second edition, 3 vol., 1900.
- Third edition, 12 vol., 1906-15.
- Abridged edition, 1 vol., 1922. 
  - 1995 Touchstone edition  (ISBN 0-684-82630-5)
  - 2002 Dover reprint of 1922 edition  (ISBN 0-486-42492-8)
- Aftermath : A supplement to the Golden Bough, 1937
- Abridged edition, edited by Robert Fraser for Oxford University Press, 1994  (ISBN 0-19-282934-3)